# Chemische Gasphasenabscheidung
Unter dem Begriff chemische Gasphasenabscheidung (englisch chemical vapour deposition, CVD), selten auch chemische Dampfphasenabscheidung, versteht man eine Gruppe von Beschichtungsverfahren bzw. Dünnschichttechnologien, welche unter anderem bei der Herstellung von mikroelektronischen Bauelementen und Lichtwellenleitern eingesetzt werden.

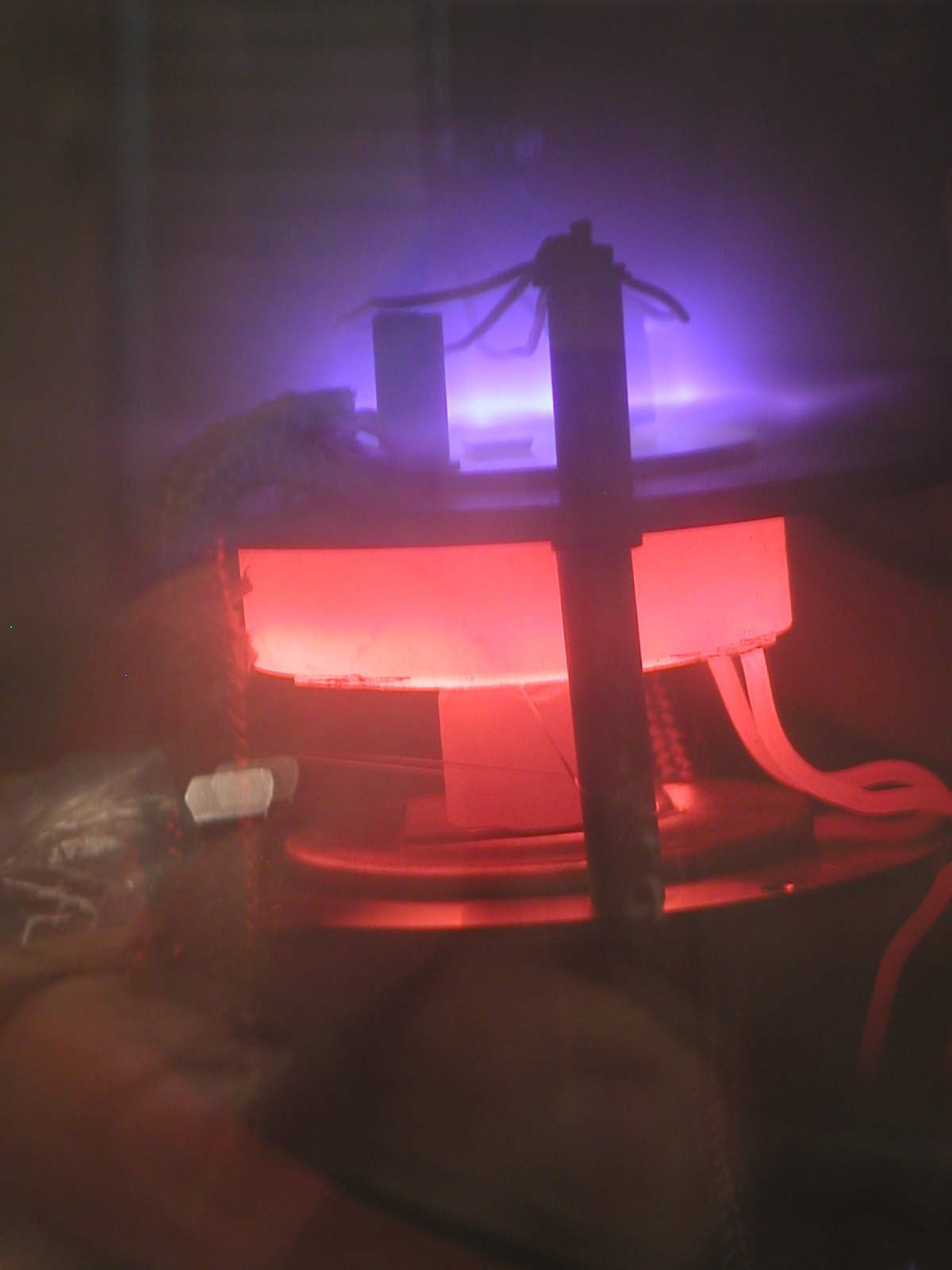
Gleichstrom-Plasma (violett) verbessert in dieser Labormaßstab-PECVD-Apparatur das Wachstum von Kohlenstoffnanoröhrchen

## Geschichte
Der Begriff chemical vapour deposition wurde im Jahr 1960 von John M. Blocher, Jr., geprägt. Mit diesem Begriff sollte die chemische Gasphasenabscheidung von physikalischen Beschichtungsverfahren unterschieden werden, die John Blocher unter dem Begriff PVD (engl.: physical vapour deposition) zusammenfasste.
Die Geschichte des Verfahrens beginnt jedoch sehr viel früher. Bereits 1852 berichtete der deutsche Chemiker Robert Wilhelm Bunsen über die Abscheidung von Fe2O3 aus gasförmigem Eisenchlorid (FeCl3) und Wasserdampf. Je nach Begriffsdefinition lassen sich auch noch deutlich ältere Berichte über CVD-Prozesse finden.

## Verfahrensprinzip

Ereignisabfolge während der chemischen Gasphasenabscheidung (CVD)

An der erhitzten Oberfläche eines Substrates wird aufgrund einer chemischen Reaktion aus der Gasphase eine Feststoffkomponente abgeschieden.
Voraussetzung hierfür ist, dass flüchtige Verbindungen der Schichtkomponenten existieren, die bei einer bestimmten Reaktionstemperatur die feste Schicht abscheiden.
Das Verfahren der chemischen Gasphasenabscheidung zeichnet sich durch mindestens eine Reaktion an der Oberfläche des zu beschichtenden Werkstücks aus. An dieser Reaktion muss mindestens eine gasförmige Ausgangsverbindung (Edukt) und mindestens zwei Reaktionsprodukte – davon mindestens eines in der festen Phase – beteiligt sein.
Um gegenüber konkurrierenden Gasphasen-Reaktionen jene Reaktionen an der Oberfläche zu fördern und damit die Bildung von festen Partikeln zu vermeiden, werden Prozesse chemischer Gasphasenabscheidung zumeist bei reduziertem Druck betrieben (typisch: 1–1000 Pa).
Eine besondere Eigenschaft des Verfahrens ist die konforme Schichtabscheidung. Im Unterschied zu physikalischen Verfahren ermöglicht die chemische Gasphasenabscheidung auch die Beschichtung von komplex dreidimensional geformten Oberflächen. So können z. B. feinste Vertiefungen in Wafern oder auch Hohlkörper auf ihrer Innenseite gleichmäßig beschichtet werden.
Ein präzises Abscheiden kann auch mit Hilfe von fokussierten Elektronen- oder Ionenstrahlen erreicht werden. Die geladenen Elektronen bzw. Ionen bewirken, dass sich die im Gas gelösten Stoffe an den angestrahlten Stellen abscheiden. Solche Elektronenstrahlen können beispielsweise mit einem Synchrotron  oder Rasterelektronenmikroskop erzeugt werden. Die Ionenstrahlen können mit einem FIB-Gerät erzeugt werden. Diese ermöglichen zusätzlich auch ein selektives gasunterstütztes Ionenstrahlätzen.

## Beispiele
- synthetische kristalline Diamantschichten werden aus einer Gasphase abgeschieden, die im Allgemeinen zu etwa 99 Vol.-% aus Wasserstoff und nur etwa 1 Vol.-% aus einer Kohlenstoffquelle (Methan, Acetylen) besteht. Die Gase werden entweder thermisch, mit Hilfe eines Plasmas oder eines Lasers aktiviert. Der Überschuss an Wasserstoff unterdrückt unter anderem die gleichzeitige Bildung von sp²-hybridisierten Kohlenstoffspezies (Graphit, amorpher Kohlenstoff).
- Eine Siliciumnitrid-Schicht wird aus Ammoniak und Dichlorsilan erzeugt.
- Für Siliciumdioxid-Schichten benutzt man Silan und Sauerstoff oder TEOS (Tetraethylorthosilicat) und Sauerstoff.
- Zur Herstellung von Metall/Silicium-Hybriden (Siliciden) wird Wolframhexafluorid eingesetzt.
- Titannitrid-Schichten zur Verbesserung der Verschleißfestigkeit von Werkzeugen (Bohrer, Schneidwerkzeuge) werden aus TDMAT und Stickstoff erzeugt.
- Zinnoxid-Schichten werden aus Zinn-Chlorid oder Zinn-organischen Verbindungen und Sauerstoff oder Wasserdampf auf Flachglas und auf Behälterglas abgeschieden.
- Siliciumcarbid-Schichten werden auf heißen Oberflächen (über ca. 800 °C) aus einem Gemisch aus Wasserstoff und Trichlor(methyl)silan (CH3SiCl3) abgeschieden.
- Felder von Kohlenstoffnanoröhren können auf einem Substrat synthetisiert werden.
- Abscheidung von Wolframdisulfid-Monolayern (WS2) auf Indiumzinnoxid (ITO) zur Herstellung transparenter Solarzellen[2]

## Anwendung
Beschichtungen werden in der Elektronikindustrie angewendet, um z. B. Si3N4, SiO2, poly-Si, kristallines Si (Epi-Si) und SiONx auf Waferoberflächen abzuscheiden.
Vor der Abscheidung wird der Wafer in einem Trockenätzverfahren (engl.: dry etch process) gereinigt, bei dem entweder Schwefelhexafluorid oder eine Mischung aus Tetrafluormethan und hochreinem Sauerstoff eingesetzt werden. Stickstoff und Wasserstoff dienen dabei als Trägergase. Die CVD-Reaktionskammern werden mit Stickstofftrifluorid gereinigt.
Für die Strukturierung von Silicium durch Ätzverfahren kann mittels Gasphasenepitaxie eine mit Bor dotierte Epi-Si-Schicht als Ätzstoppschicht abgeschieden werden.
Außerhalb der Elektronikindustrie sind die Veredelung von Glas und die Herstellung von Glasfaserkabeln für die optische Nachrichtentechnik eines der größten Anwendungsgebiete der chemischen Gasphasenabscheidung. So werden jährlich ca. 10 Mio. m² Architekturglas mit Wärmeschutzschichten aus Fluor-dotiertem Zinnoxid überzogen. Eine weitere wichtige Anwendung von Zinnoxid-Schichten ist der Schutz von Behälterglas. Die Beschichtung der Außenflächen schützt das Glas gegen mechanische Stoßbelastungen, beispielsweise in Abfüllanlagen.
Weitere Anwendungen sind optische Schichten auf Glas, auf Kunststoff sowie gasdichte Barriere-Schichten.
Bordotierte CVD-Diamantelektroden werden u. a. in der industriellen Wasserbehandlung zur Abwasseroxidation und Desinfektion von Prozesswässern eingesetzt.

## Verfahrensgrenzen
Nicht für jede wünschenswerte Schicht gibt es eine gasförmige Verbindung, aus der sie hergestellt werden könnte.
Eine weitere Einschränkung des Verfahrens stellt die hohe Temperaturbelastung des Substrates dar. Die Wärmebelastung kann unter anderem Verzug an Werkstücken bedingen oder oberhalb der Erweichungstemperatur des zu beschichtenden Materials liegen, sodass das Verfahren nicht angewendet werden kann. Außerdem kommt es bei hohen Temperaturen zu Diffusionsprozessen, dadurch werden Dotierprofile verschmiert oder Metalle diffundieren nach Beschichtungsprozessen ein. Allerdings gibt es auch Varianten, bei denen die thermische Belastung geringer ist und dadurch die negativen Effekte verringert werden.

## Varianten
Durch die plasmaunterstützte chemische Gasphasenabscheidung (engl.: plasma enhanced CVD, PECVD) kann die Temperaturbelastung des Substrates reduziert werden. Dabei wird oberhalb des Wafers ein Plasma gezündet. Dies kann entweder induktiv (engl.: inductively-coupled PECVD, ICPECVD) oder kapazitiv (engl.: capacitance-coupled PECVD) geschehen. Dieses CVD-Verfahren findet bei Temperaturen zwischen 200 und 500 °C statt. Da bei diesen Temperaturen die thermische Energie zur Pyrolyse nicht ausreicht, wird das Gas durch ein Plasma angeregt und zersetzt. Weiterhin wird durch die Plasmaanregung die Abscheiderate erhöht. Allerdings besteht hierbei der Nachteil, dass durch die Strahlung des Plasmas die Kristallstruktur des Wafers geschädigt wird.
Neben diesen Direkt-Plasmaverfahren gibt es noch die RPECVD (engl.: remote plasma enhanced CVD), bei der das Plasma räumlich vom Substrat getrennt ist. Dadurch wird die Belastung des Substrats durch Ionenbeschuss und Strahlung reduziert.
Das HFCVD-Verfahren (engl.: hot filament CVD, dt. »heißdraht-aktivierte Gasphasenabscheidung«), auch hot-wire CVD oder catalytic CVD genannt, ermöglicht die Schichtabscheidung durch im Rezipienten gespannte Filamente (Drähte), die üblicherweise aus Wolfram, Tantal oder Rhenium bestehen. Durch eine angelegte Spannung werden die Filamente zum Glühen gebracht, wobei Drahttemperaturen von bis zu 2600 °C erreicht werden. Die verwendeten Gase werden durch diese hohen Temperaturen an den Filamenten zu Radikalen gespalten und die so gebildeten Species sorgen für den Schichtaufbau (z. B. Herstellung von polykristallinen Diamantschichten).
Niederdruck-CVD (engl.: low pressure chemical vapour deposition, LPCVD) ist das in der Halbleitertechnologie häufig eingesetzte Verfahren zur Abscheidung von Siliciumoxid, Siliciumnitrid und poly-Silicium, sowie von Metallen. Der Prozess findet in Rohröfen statt, heutzutage meist in Vertikalöfen.
APCVD (engl.: atmospheric pressure chemical vapour deposition, dt. »chemische Gasphasenabscheidung bei Atmosphärendruck«) wird im Unterschied zu den meisten CVD-Prozessen nicht bei reduziertem, sondern bei Normaldruck betrieben.
Mit metallorganische chemische Gasphasenabscheidung (engl.: metal organic chemical vapour deposition, MOCVD, auch: OMCVD) wird die chemische Abscheidung aus metallorganischen Ausgangsverbindungen bezeichnet. Eine Untergruppe des MOCVD ist die Gasphasen-Epitaxie (engl.: metal organic vapor phase epitaxy, MOVPE), bei der kristalline Schichten sehr hoher Qualität hergestellt werden. Im Bereich der Verbindungshalbleiterherstellung wie z. B. III-V- und II-VI-Halbleiter werden diese Bezeichnungen, je nach Sprachraum, für identische Prozesse verwendet.
Eine Spezialität, die den besonderen Vorteil des CVD-Verfahrens nutzt, auch poröse Körper gleichmäßig beschichten zu können, ist die chemische Gasphaseninfiltration (engl.: chemical vapour infiltration, CVI). Diese Methode wird z. B. für die Beschichtung von Faserbündeln eingesetzt.
| CVD-Variante | typische Arbeitstemperatur | typischer Arbeitsdruck | Aktivierungsenergie           | Verwendungszwecke |
| ------------ | -------------------------- | ---------------------- | ----------------------------- | --- |
| APCVD        | 400–1300 °C                | 1 bar                  | thermisch aktiviert           | Poly-Si abscheiden für Leiterbahnen, Gateoxid, Epitaxie von Si-Wafern                                                                                    |
| LPCVD        | 500–1000 °C                | 0,01–10 mbar           | thermisch aktivierter Prozess | Leiterbahnen, Siliciumdioxid, Siliciumnitrid, poly-Silicium                                                                                              |
| HFCVD        | 150–1100 °C                | 0,01–200 mbar          | thermisch aktivierter Prozess | Kohlenstoffbasierte Abscheidung (Diamant, amorpher Kohlenstoff, Kohlenstoffnanoröhren), silicium-basierte Schichten (amorphes/kristallines Si, Si3N4, …) |
| PECVD        | 200–500 °C                 | 1 mbar                 | plasma + thermisch            | SiO2 abscheiden ⇒ Passivierung Si3N4 ⇒ Passivierung |